# Luzonglasögonfågel
För fågelarten Zosterops meyeni, se låglandsglasögonfågel.
Luzonglasögonfågel (Zosterornis striatus) är en fågel i familjen glasögonfåglar inom ordningen tättingar.

## Utseende
Luzonglasögonfågeln är en 13-14 cm lång tätting. Undertill är den kraftigt svartstreckad på gräddgul botten. Hjässan är gråbrun, liksom ovansidan av vingen och stjärten. På huvudet syns en svartaktig ögonring och ett svart ögonbrynsstreck framför ögat.

## Utbredning och systematik
Fågeln förekommer enbart på norra Luzon i norra Filippinerna. Den behandlas som monotypisk, det vill säga att den inte delas in i några underarter. 

### Släktes- och familjetillhörighet
Liksom flera andra glasögonfåglar i Filippinerna behandlades den tidigare som en medlem av familjen timalior (Timaliidae), då i släktet Stachyris. Genetiska studier visar dock att de är en del av glasögonfåglarna.

## Levnadssätt
Luzonglasögonfågeln hittas i fuktiga låglänta skogar på mellan 115 och 1000 meters höjd, i både ursprunglig och av människan påverkad miljö. Den ses vanligen i de mellersta och översta skikten, mestadels i par eller småflockar, ofta tillsammans med andra arter som gulkronad glasögonfågel. Födan består av bär, insekter och små frukter. Häckning tros förekomma i början av maj, i övrigt saknas information om artens häckningsbeteende.

## Status
Arten har ett rätt begränsat utbredningsområde och tros minska i antal till följd av habitatförstörelse. Den verkar dock tolerera degraderade miljöer. IUCN kategoriserar den som livskraftig.